# آنتیکولی کورادو
آنتیکولی کورادو (به ایتالیایی: Anticoli Corrado) یک کومونه در ایتالیا است که در استان رم واقع شده‌است.

## خصوصیات
آنتیکولی کورادو ۱۶٫۳ کیلومترمربع مساحت و ۹۳۲ نفر جمعیت دارد و ۵۰۸ متر بالاتر از سطح دریا واقع شده‌است.